# ナンヨウクイナ

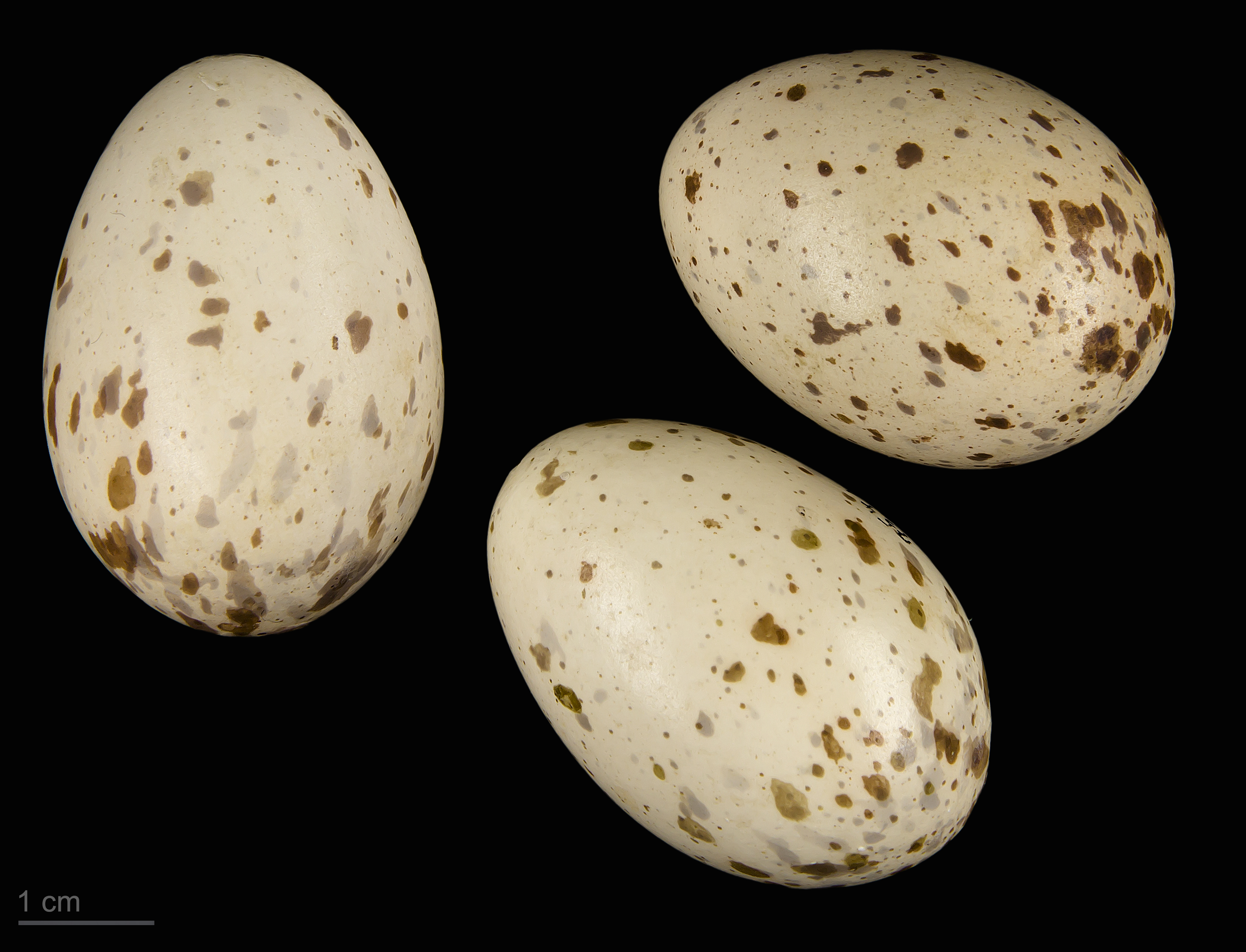
Gallirallus philippensis

ナンヨウクイナ(南洋水鶏、学名：Hypotaenidia philippensis) は、ツル目クイナ科に分類される鳥類の一種である。本種をニュージーランドクイナ属（Gallirallus）に分類する説もある。その場合学名は、Gallirallus philippensisとなる。
フィリピンではTiklingとも呼ばれ、Tinikling（バンブーダンス）の名称の由来となっているという。

## 分布
フィリピンからパプア・ニューギニアにかけてのインド洋東部と南西太平洋の島嶼と、オーストラリア、ニュージーランドに分布する。

## 形態
体長30-38cm。頭頂部は褐色で、眉斑は灰色、通眼線は褐色、頬と喉から前頸は灰色である。後頸は褐色で、背中と雨覆は黒と緑色がかった褐色の縞状になっており、白い斑点が入る。体の下面は白色と黒色の縞模様になっていて、胸に薄い赤褐色の帯が入る。虹彩は赤色、嘴は赤色か赤みがかった茶色で、脚は淡い灰褐色である。

## 生態
マングローブ林、低地の湿地や沼地に生息するほか、標高3400mの高地の岩場や草地に生息する亜種もいる。あまり飛翔することはなく、危険を察知すると素早く走って逃げる。完全に飛翔力を失った亜種もいる。
植物の葉や種子、昆虫類、小型の無脊椎動物などを食べる。
オーストラリアでの繁殖期は9-3月で、期間内に2回繁殖することも多い。アシ原や茂みの中に営巣し、1腹5-9個の卵を産む。抱卵日数は19-22日で、雌雄共同で抱卵する。

## 亜種
以下の27亜種に分類される。島嶼毎の固有亜種に分化している。
- Rallus philippensis philippensis

基亜種。フィリピン、スラウェシ島に分布する。
- Rallus philippensis wilkinsoni
- Rallus philippensis xerophilus
- Rallus philippensis andrewsi
- Rallus philippensis randi
- Rallus philippensis lecustris
- Rallus philippensis wahgiensis
- Rallus philippensis reductus
- Rallus philippensis admiralitatis
- Rallus philippensis praedo
- Rallus philippensis anachoretae
- Rallus philippensis lesouefi
- Rallus philippensis meyeri
- Rallus philippensis pelewensis
- Rallus philippensis christophori
- Rallus philippensis yorki
- Rallus philippensis australis

オーストラリア東南部とタスマニア島に分布する。
- Rallus philippensis mellori
- Rallus philippensis assimilis

ニュージーランドに分布する。
- Rallus philippensis norfolkensis
- Rallus philippensis macquariensis

マッコリー島に分布していたが絶滅した。
- Rallus philippensis dieffenbachii

チャタム諸島に分布していたが絶滅した。
- Rallus philippensis swindellsi
- Rallus philippensis goodsoni
- Rallus philippensis ecaudatus
- Rallus philippensis sethsmithi

## 人間との関係
生息地の一部では、開発による生息環境の破壊や人間が持ち込んだネコやネズミ、ブタによる食害により生息数が減少している。絶滅した亜種もいる。